# Сердце дракона 2
«Сердце дракона 2» (англ. Dragon Heart: A New Beginning; вариант названия: «Сердце дракона: Начало») — фантастический фильм Universal Family & Home Entertainment Puction, Raffaella De Laurentiis, рассказывающий о событиях несколько десятилетий спустя действия фильма «Сердце дракона».

## Сюжет
Существует страшное пророчество: сердце дракона принесёт людям гибель, когда в ночном небе появится комета с двумя хвостами. Теперь все знают, как благородны драконы и что их не осталось: последний по имени Драко погиб от руки рыцаря Старого Завета сэра Боуина. Однако мало кто знает, что незадолго до смерти рыцарь вернулся в пещеру Драко, где его ожидало чудо — яйцо, из которого должен был вылупиться дракон. Умирающий рыцарь отдал яйцо в монастырь, где то находилось двадцать лет спрятанным, чтобы уберечь его от страшного пророчества. С востока пришли принцесса и её учитель, чтобы разыскать маленького дракона Дрейка и провести испытание в связи с пророчеством. Дракончик подружился с конюхом Джэффом, который вывел его из монастыря. Отдав часть сердца злодею, дракон не сможет попасть на небеса. Ледяное дыхание — древняя тайна драконов, которой владели очень немногие. Ледяное лёгкое находится сразу за огненным. Лорд Озрик обманом пытался завладеть частью сердца Дрейка. Один из драконов востока подумал, что клятва служить человечеству — всего лишь жестокая шутка. У него вырвали сердце (Ку-о фан), и он вынужден был влачить жалкое существование человека. Сердце из пророчества принадлежало не Дрейку, а Гриффину — красному дракону.

## В ролях
| Актёр               | Роль               |
| ------------------- | ------------------ |
| Кристофер Мастерсон | Джэфф              |
| Гарри Ван Горкум    | лорд Озрик Кроссли |
| Рона Фигуроа        | Лиан               |
| Мэтт Хикки          | Ребел              |
| Генри О             | мастер Кван        |
| Том Берк            | Роланд             |
| Робби Бенсон        | Дрейк (голос)      |